# One of Us (песня ABBA)
«One of Us» (с англ. — «Один из нас») — первый сингл, выпущенный шведской группой ABBA с последнего студийного альбома The Visitors (1981). Песня также включена в компиляцию ABBA Gold: Greatest Hits.

## История
«One of Us», имевшая рабочие названия «Number 1» и «Mio Amore», стала одной из последних песен, записанных ABBA для альбома 1981 года The Visitors, а также одной из немногих композиций, в которой заметно влияние разводов двух авторов текстов группы, (Андерссона и Ульвеуса): в самом деле, песня посвящена стараниям женщины возродить окончившиеся отношения. Несмотря на пессимистичный тон песни и ряд нареканий со стороны менеджера группы, Стига Андерсона, песня была выпущена как первый сингл с альбома The Visitors вместе с внеальбомным треком «Should I Laugh Or Cry» — и стала последней композицией группы, сумевшей занять первые строчки хит-парадов.
В большинстве стран сингл был выпущен в конверте с совместной фотографией группы на лицевой стороне. В Великобритании для релиза была выбрана другая обложка, так как того хотел лейбл Epic Records, и на лицевой стороне появились отдельные фотографии членов группы вкупе с большим логотипом ABBA. Агнета и Фрида появились на лицевой стороне, а Бьорн и Бенни — на оборотной. Правда, фотографии уже успели устареть: Фрида была ещё в «перманенте», а Бьорн — без бороды.
Вторая сторона, «Should I Laugh Or Cry», включает устный отсчёт (на шведском) в исполнении Андерссона (но только в южноафриканской и британской версиях). Очевидно, ошибка содержалась на плёнке, с которой производилась запись на пластинки лейблом Epic, и не была вовремя замечена. В начале 2000-х годов права Epic Records на дистрибуцию музыки ABBA истекли, и лейбл передал оригинал плёнки в руки Polar Music, который, в свою очередь, выпустил эту ошибочную версию как «раритет» в составе The Complete Studio Recordings, сделав этот факт доступным широкой публике.

## Успех
«One of Us» стал последним крупным хитом ABBA и их последним синглом № 1 в таких странах, как Ирландия, Бельгия, ФРГ и Нидерланды, а также достиг топ-3 в родной Швеции, Австрии, Швейцарии и Великобритании и топ-10 в ЮАР, Норвегии, Испании и Франции.
Когда «One of Us» вышла как сингл в США в феврале 1983 года, песня оказалась худшей по выступлению в американских чартах композицией ABBA, достигнув лишь 107-й позиции, несмотря на тот факт, что к тому времени группа уже распалась и прошло больше года со времён записи трека. Как бы то ни было, «One of Us» стала лебединой песней ABBA, принимая во внимание их былые успехи.
Для аудиоинженера группы Майкла Третова эта песня — одна из любимых композиций ABBA.

## Позиции в чартах
| Чарт                            | Позиция |
| ------------------------------- | ------- |
| Belgian Singles Chart           | 1       |
| Dutch Singles Chart             | 1       |
| German Singles Chart            | 1       |
| Irish Singles Chart             | 1       |
| Swedish Singles Chart           | 2       |
| Austrian Singles Chart          | 3       |
| Swiss Singles Chart             | 3       |
| UK Singles Chart                | 3       |
| South African Singles Chart     | 4       |
| Norwegian Singles Chart         | 6       |
| Spanish Singles Chart           | 7       |
| French Singles Chart            | 8       |
| Finnish Singles Chart           | 17      |
| New Zealand RIANZ Singles Chart | 43      |
| Australian ARIA Singles Chart   | 48      |
| U.S. Billboard Hot 100          | 107     |

## Кавер-версии

### Версия A*Teens
A*Teens записали свою версию песни для дебютного альбома The ABBA Generation (1999). Лейблом Universal Music была выбрана именно эта песня для выпуска как промосингл на радио в конце 1999 года; песня появилась в эфире таких стран, как Мексика, Чили, Аргентина, Япония и Скандинавские страны. Для передачи об A*Teens, подготовленной шведским телевидением, был снят промоклип.

### Другие версии
- Евродэнс-ремикс был выпущен группой Angeleyes для альбома 1999 года ABBAdance.
- Песня исполняется в мюзикле Mamma Mia! и вошла в его экранизацию.